# Esej
Esej je kraća prozna vrsta u kojoj se obrađuje različita tematika, bilo iz života ili iz znanosti, na način koji uključuje razmišljanje i zaključivanje, ali također ima i sposobnost umjetničkog oblikovanja. Naziv "esej" dolazi od francuske riječi essai, što znači pokušaj. U eseju do izražaja dolazi osobni stav pisca, njegov izbor problema o kojima piše i njegov vlastiti način izlaganja i zaključivanja, ali moraju biti prisutne i vrijednosti koje pripisujemo znanosti i filozofiji: određena dosljednost u zaključivanju, uviđanje važnosti nekih tema i sklonost prema misaonoj razradi problematike. Esej je često posvećen upravo književnosti, pa se njemu na umjetnički vrijedan način obrađuju teme kojima se bavi znanost o književnosti.
Začetnik esejističke proze je Michel de Montaigne, koji u svojemu djelu "Eseji" obrađuje najrazličitije teme na način svojstven esejističkom pristupu.
Srodna je forma ogled. Esej je oblik stručnog djela.